# James Hack Tuke
Pour les articles homonymes, voir Tuke.
James Hack Tuke, né à York le 13 septembre 1819 et mort le 13 janvier 1896, est un banquier et philanthrope britannique.

## Biographie
James Tuke naît dans une famille quaker, septième enfant du réformateur Samuel Tuke et de son épouse Priscilla née Hack ; il est le frère du médecin aliéniste Daniel Hack Tuke. Il poursuit ses études à l'école locale de la Religious Society of Friends et après avoir travaillé un temps dans la maison de négoce de thé paternelle, il entre en 1852 à la banque Sharples and Co., et s'installe à Hitchin dans le Hertfordshire. 
Tuke est pendant dix-huit ans trésorier de la Friends Foreign Mission Association, puis  pendant huit ans président du Friends Central Education Board. Mais il laisse surtout le souvenir de son œuvre de philanthrope en Irlande, après avoir visité Connaught en 1847, où il a vu des scènes de détresse. Il apporte du secours également à l'ouest de l'île. En 1880, il est accompagné de William Edward Forster dans un séjour de deux mois à l'ouest de l'île pour distribuer des secours financés par les dons privés des quakers d'Angleterre.
Ses lettres décrivant la situation sont publiées dans The Times et dans sa brochure intitulée  Irish Distress and its Remedies (1880). Il y pointe la détresse des Irlandais, due à des raisons économiques plus qu'à des causes politiques, et se fait l'avocat d'achat de terres par l'État, de mesures d'aide à la propriété paysanne, à la pêche et aux industries locales ainsi qu'aux lignes de tramway. Il approuve aussi l'émigration familiale des paysans les plus pauvres (aux États-Unis notamment). De 1882 à 1882, il organise en Irlande l'émigration de familles paysannes aux États-Unis et dans l'Empire britannique.
La grande famine irlandaise dans les années 1847 puis à nouveau dans les années 1880 le fait revenir à l'invitation des autorités pour distribuer des graines, par souscription. Ses rapports et ses lettres publiés dans The Times, et republiés dans un ouvrage intitulé The Condition of Donegal (1889), contribuent au soutien à la loi passée pour la construction de tramways en 1889 par le Irish Land Act (en) qui établit le Congested Districts Board en 1891.
Sa fille benjamine, Margaret Tuke, est principale de Bedford College de 1907 à 1929. James Hack Tuke est par ailleurs l'oncle maternel de Wilfrid Meynell et l'oncle paternel d'Henry Scott Tuke.
Il meurt le 13 janvier 1896 et est inhumé dans le coin quaker du cimetière de Hitchin.